# 7813 Anderserikson
7813 Anderserikson eller 1985 UF3 är en asteroid i huvudbältet som upptäcktes den 26 oktober 1985 av den svenske astronomen Claes-Ingvar Lagerkvist vid Kvistabergs observatorium. Den är uppkallad efter den svenske astronomen Anders Erikson.
Asteroiden har en diameter på ungefär 6 kilometer och den tillhör asteroidgruppen Eunomia.